# Колерман, Отто
Отто Колерман (нем. Otto Kohlermann; 17 февраля 1896, Магдебург, Германская империя — 27 февраля 1984, ФРГ) — немецкий военный. Кавалер Рыцарского креста Железного креста с Дубовыми Листьями.

## Биография
Отто Колерман родился 17 февраля 1896 года в Магдебурге.

### Военная служба

#### Вторая мировая
С 1936 по 1939 год он служил в артиллерии и командовал 5-м батальоном артиллерийских наблюдателей. После недолгой службы в артиллерийской школе в Ютербоге, с 1940 по 1942 год Колерман командовал 4-м артиллерийским полком, в начале 1942 года — 129-м артиллерийским командованием, 15 мая 1942 года — 60-й моторизованной дивизией (первого формирования). Был вывезен из Сталинграда по воздуху до капитуляции. 22 февраля 1942 года Колерман был награждён Рыцарским крестом с дубовыми листьями. 1 июля 1942 года он получил звание генерал-майора, а ровно через год стал генерал-лейтенантом. 17 февраля 1943 года начал формирование танковой дивизии «Фельдхернхалле 1». 6 мая 1944 года Колерман возглавил высшее командование береговой артиллерии «Запад» и оставался в этой должности до конца войны.